# Caló des Mort
Caló des Mort és una petita cala situada al sud de l'illa de Formentera, entre les platges de Migjorn i es Ram.
Es troba a l'extrem oriental de la platja de Migjorn, on comencen els penya-segats de la Mola. És una petita cala de difícil accés, amb un talús rocós, platja d'arena, aigües cristal·lines amb un fons de roques i arena, i la presència d'escars, varadors artesanals per barques petites. La caleta està envoltada per una frondosa pinada, i gaudeix d'una immillorable vista panoràmica de la costa sud de Formentera. En aquesta petita cala es practica el nudisme.